# Emmanuèle Bernheim
Emmanuèle Bernheim (Boulogne-Billancourt, 13 de diciembre de 1955 - París, 11 de mayo de 2017) fue una escritora, ensayista y guionista francesa.

## Biografía
Emmanuèle Bernheim era hija del coleccionista de arte André Bernheim y de la escultora Claude de Soria. 
Es la autora de las obras Cran d'arrêt (1985) y de Un couple (1988). Obtiene el Premio Médicis de 1993 con la obra Sa femme. 
En el cine, colaboró con François Ozon para escribir los guiones de Sous le sable, Swimming Pool y 5×2. Su novela Vendredi soir (1998), se llevó a la gran pantalla por el director Claire Denis. Con Michel Houellebecq, escribieron la adaptación cinematográfica de Plateforme que no tendrá éxito.
Trabajó con Alain Cavalier, que le propuso rodar Being Alive and Knowing It, una adaptación de Todo salió bien, una historia en la que cuenta cómo ayudó a morir a su padre. El cáncer de Bernheim se le desarrolló durante el proyecto y la película fue estrenada posteriormente a su muerte.

### Muerte
Falleció el 19 de mayo de 2017 en París a los 61 años a causa de un cáncer de pulmón. Fue incinerada en el Cementerio del Père Lachaise.

### Vide privada
Emmanuèle Bernheim fue la pareja, desde 1987, de Serge Toubiana que la homenajeó en su cuento Les Bouées jaunes después de la muerte de la escritora.

## Les Bourses Emmanuèle-Bernheim
En 2021, Serge Toubiana creó les Bourses Emmanuèle-Bernheim en memoria de su compañera, con el objetivo de apoyar la creación artística y literaria a través de la concesión de seis becas anuales con un premio de 10.000 euros. 

## Obras literarias
- Le Cran d'arrêt, Paris, Denoël, 1985 ISBN 2-207-23131-3
- Un couple, Paris, Gallimard, 1987 ISBN 2-07-071257-5
- Sa femme, Paris, Gallimard, 1993 ISBN 2-07-073588-5
- Vendredi soir, Paris, Gallimard, 1998 ISBN 2-07-075087-6
- Stallone, Paris, Gallimard, 2002 ISBN 2-07-076583-0
- Tout s'est bien passé, Paris, Gallimard, 2013 ISBN 978-2-07-012434-3

## Filmografía
Como guionista
- 1988: L'Autre Nuit de Jean-Pierre Limosin
- 1993: Lucas de Nadine Trintignant
- 1995: Cycle Simenon (série) : Le Mouchoir de Joseph de Jacques Fansten
- 1996: Sans mentir de Joyce Buñuel
- 2000: Sous le sable de François Ozon
- 2002: Vendredi soir de Claire Denis
- 2003: Swimming Pool de François Ozon
- 2004: 5×2 de François Ozon
- 2005: Les Invisibles de Thierry Jousse
- 2009: Ricky de François Ozon
- 2009: Partir de Catherine Corsini
- 2019: Être vivant et le savoir de Alain Cavalier